# کبوتر کاکلی
کبوتر کاکلی (نام علمی: Ocyphaps lophotes) نام یک گونه از تیره کبوتر است.